# Дерсу
Дерсу́ (до 1972 года Лаулю) — село в Красноармейском районе Приморского края. Входит в Дальнекутское сельское поселение.
Названо в честь Дерсу Узала, коренного жителя Уссурийского края, проводника в экспедициях исследователя Дальнего Востока Владимира Клавдиевича Арсеньева.

## История
Улунгинское восстание (староверческого выступления на северном побережье Приморья и по р. Бикин) 1932 года положило конец существованию сформировавшейся местной общине русских староверов, которые массово бежали в Маньчжурию, а в 1956 году на кораблях Красного креста переправились в страны Южной Америки, частично также эмигрировали в Австралию через Гонконг.

## География
Село Дерсу стоит на правом берегу реки Большая Уссурка. На климат села большое влияние оказывает тот факт что долину реки от внешних влияний ограждают горные системы. Несмотря на холодные морозные малоснежные зимы, лето здесь жаркое и солнечное, в том числе и благодаря низким широтам. 
Дорога к селу Дерсу идёт вверх по течению реки от села Дальний Кут (на юго-восток). Между селом Дальний Кут и селом Дерсу на остров посреди Большой Уссурки по мосту идёт дорога к селу Островной (2 км к северу).
Расстояние до административного центра Дальнекутского сельского поселения села Дальний Кут около 10 км, до районного центра Новопокровка (через Рощино) около 83 км.
Село Дерсу расположено вблизи полюса относительной недоступности Приморского края — точке, наиболее удалённой от его границ. До границы с КНР, Хабаровским краем и побережьем Японского моря отсюда около 130 км по прямой, это максимально возможный показатель на территории Приморья.

## Население
| 2002 | 2010 |
| ---- | ---- |
| 18   | ↗19  |

## Община старообрядцев
В 2009 году, накануне возвращения староверов из Латинской Америки, население села сократилось до 12 человек. В последние годы население посёлка растёт за счёт переселенцев-старообрядцев из Боливии и Уругвая. Первые переселенцы начали прибывать из Латинской Америки в 2009 году. В 2013 году в селе появилась своя церковь. К 2017 году в селе поселилось 72 старовера из 103 прибывших в Приморский край. Основным занятием переселенцев стало сельское хозяйство кооперативного типа (главная культура — соя). Широкое развитие получило также скотоводство (коровы, кони, овцы).

## Экономика
Жители занимаются сельским хозяйством. Весной 2018 года между сёлами Дерсу и Островное благодаря усилиям переселенцев-староверов из Латинской Америки появилось порядка 330 га новой пашни.
Жители занимаются сельским хозяйством фермерского типа. Основные культуры: соя, подсолнечник и пшеница.
Имеются предприятия, занимающиеся заготовкой леса.